# ساميشي نيتايغيو
ساميشي نيتايغيو (باليابانية: 淋しい熱帯魚 وتعني حرفياً "سمكة استوائية وحيدة") هي الأغنية الخمسين لفرقة وينك اليابانية. صدرت في 5 تموز 1989. احتلت الأغنية المرتبة الأولى على أوريكون. وفازت بالجائزة الكبرى في الدورة 31 لجوائز تسجيلات اليابان.

## نسخ أخرى
- في عام 2004، قامت فرقة W اليابانية بغناء الأغنية.
- في عام 2004، قامت نانا كاتاسي بغناء الأغنية.
- في عام 2005، قامت العضوة السابقة في فرقة مورنينغ موسومي كاوري إيدا بغناء الأغنية.
- في عام 2017، قامت فرقة فيم اليابانية بغناء الأغنية.

## روابط أضافية
- Wink / 淋しい熱帯魚 (music video على يوتيوب